# Хени, Марит
Марит Хени (в замужестве — Моэ; норв. Marit Henie (Moe); 13 февраля 1925, Осло — 4 ноября 2012, Осло) — норвежская фигуристка, выступавшая в одиночном и парном катании. Участница зимних Олимпийских игр 1948 года.

## Биография
Марит Хени родилась 13 февраля 1925 года в норвежском городе Осло.
В начале 1930-х годов выступала в соревнованиях по фигурному катанию за СК из Осло, однако затем перешла в ИЛ из Осло. Восемь раз выигрывала чемпионат Норвегии: шесть раз в одиночном катании (1946—1951), дважды в парном катании вместе с Эрлингом Бьеркхоэлем (1940, 1950). Два раза побеждала в Кубке короля в одиночном катании (1946—1947).
Дважды выигрывала медали чемпионата Северной Европы в одиночном катании: золотую в 1949 году и бронзовую в 1950 году.
В 1947 году участвовала в чемпионате мира в Париже. В парном катании вместе с Эрлингом Бьеркхоэлем заняли 11-е место.
В 1948 году вошла в состав сборной Норвегии на зимних Олимпийских играх в Санкт-Морице. В одиночном катании заняла 22-е место.
Умерла 4 ноября 2012 года в Осло.

## Семья
Дядя — Вильхельм Хени (1872—1937) — норвежский велогонщик и конькобежец. Чемпион мира по велоспорту на треке 1894 года.
Двоюродная сестра — Соня Хени (1912—1969), норвежская фигуристка и американская киноактриса. Трёхкратная олимпийская чемпионка, десятикратная чемпионка мира, шестикратная чемпионка Европы.